# Ewa Frąckiewicz

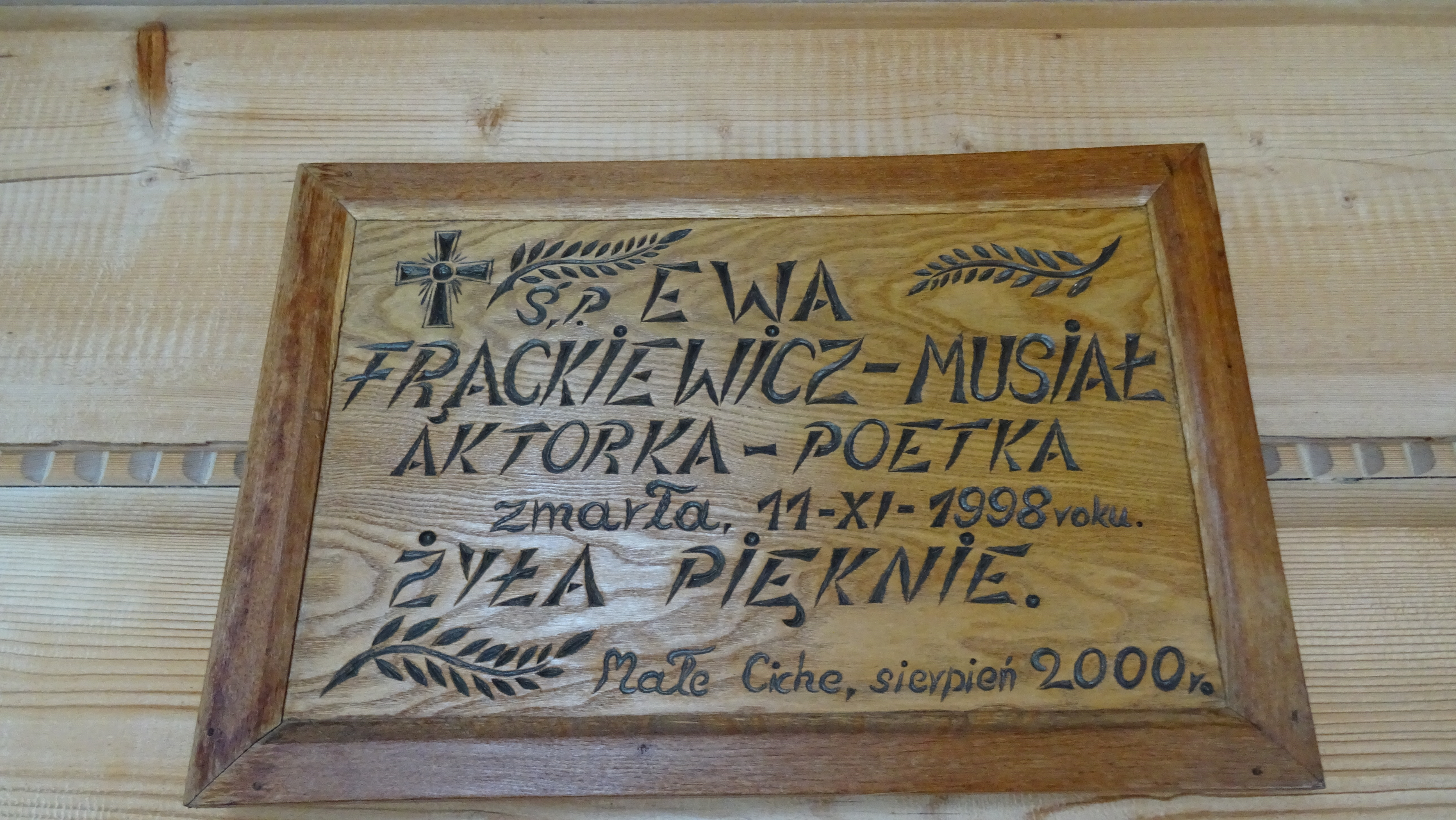
Tablica pamięci Ewy Frąckiewicz na ścianie kościoła św. Józefa w Małem Cichem.

Ewa Frąckiewicz (ur. 14 sierpnia 1930 w Chełmie, zm. 11 listopada 1998 w Łodzi) – polska aktorka teatralna i filmowa.

## Życiorys
W 1953 roku ukończyła Państwową Wyższą Szkołę Teatralną w Warszawie. W latach 1954–1956 była aktorką Studenckiego Kabaretu Satyryków. W późniejszych latach występowała w Teatrze im. Aleksandra Węgierki w Białymstoku (1956–1957), Teatrze Zagłębia (1957–1959 i 1973), Teatrze im. Adama Mickiewicza w Częstochowie (1959–1960), Teatrze Lubuskim w Zielonej Górze (1960–1961), Teatrze Rozmaitości we Wrocławiu (1961–1968), Teatrze Ziemi Opolskiej (1968–1975), Teatrze Powszechnym w Łodzi (1975–1981) i Teatrze Studyjnym w Łodzi (1983–1985).

## Filmografia
- 1978: Ślad na ziemi – Rozalia Turkawiec, matka Janka (odc. 6)
- 1981: Czerwone węże – Grzelakowa
- 1981: Czwartki ubogich
- 1981: Jan Serce – szefowa biura matrymonialnego "Swatka" (odc. 3)
- 1981: Limuzyna Daimler-Benz − służąca Hahnów
- 1981: Vabank − krawcowa
- 1982: Klakier − kobieta przy kasie teatru
- 1982: Nieciekawa historia – służąca Katarzyny
- 1983: Przeznaczenie – sekretarka prezesa Kozikowskiego
- 1984: Wszystko powiem Lilce! – kobieta w kolejce do hydrantu
- 1985: Gra w ślepca – właścicielka mieszkania
- 1986: Komediantka – Grzesikiewiczowa, matka Andrzeja
- 1987: Komediantka – Grzesikiewiczowa, matka Andrzeja
- 1987: Ucieczka z miejsc ukochanych – kobieta na cmentarzu (odc. 3 i 8)
- 1988: Gwiazda Piołun – kobieta ze świecą
- 1988: Nowy Jork, czwarta rano – kobieta w barze
- 1988: Zmowa – Gienia Witkowska, matka Bogusia
- 1989: Ostatni prom – kobieta z psem
- 1989: Powroty
- 1990: Femina – ciotka
- 1993: Lepiej być piękną i bogatą – starsza pani w Paryżu
- 1993: Mięso (Ironica) – narrator
- 1993: Rozmowa z człowiekiem z szafy – stara pani Weiss
- 1995: Sukces – matka Tekli
- 1998: 13 posterunek (odc. 9)
- 1999: Tygrysy Europy – pani Helenka